# Lerbäcks teater
Lerbäcks teater är en privatteater i det lilla samhället Lerbäck i Närke, invigd år 2004.
Lerbäcks teater är belägen i den tidigare Lerbäcks gästgivaregård med byggnader från 1600-talet och startades av Johan och Jenny Gille som friluftsteater med en dramatisering av Astrid Lindgrens Rasmus på luffen sommaren 2004. Året därpå byggdes där en riktig utomhusteater, Friluftsscenen, med plats för 300 åskådare, där man varje sommar spelar familjeföreställningar samt arrangerar gästande konsertevenemang etc. 
I oktober 2008 kompletterades verksamheten med en inomhusscen, Magasinet, genom ombyggnad av en av de gamla gårdsbyggnaderna. Där spelas framför allt farser och deckarhistorier under hela spelåret, oftast originalverk skapade av teatern och presenterade i samband med middagsservering för en publik på omkring 100 personer. Flera av pjäserna har sedan satts upp även av andra teatrar i Sverige. Eftersom barn alltid spelar barnrollerna driver teatern också en teaterskola för barnaktörer.                Totalt har teatern ca 20 000 besökare per år. År 2009 tilldelades teatern och dess ägare priset Ullbaggen som "Årets landsbygdsföretagare".